# 57-й пехотный полк (Османская империя)
57-й пехотный полк (тур. 57 nci Piyade Alayı, Elli Yedinci Piyade Alayı), или просто 57-й полк (тур. 57 nci Alay, Elli Yedinci Alay) — соединение сухопутных сил Османской империи, созданное в 1880 или 1891 году. В 1911 году полк участвовал в битве за Триполи (см. Итало-турецкая война); во время Балканской войны соединение принимало участие в битве под Кумановом и в сражении под Битолой в 1912 году; понеся тяжёлые потери, полк был возвращён в Стамбул.
1 февраля 1915 года в городе Текирдаг (Родосто) и получившее свои полковые цвета в конце февраля 1915 года. Командиром полка был подполковник Хусейн Авни-бей (Анзак). 30 ноября 1915 года султан Мехмед V Решад наградил полк медалью Имтияз («За отличие», тур. İmtiyaz Madalyası) и Военной медалью.
В современной Турции существует городская легенда, связанная с флагом полка.

## История
Несмотря на то, что годом создания полка часто называют 1891 год, на самом деле он был создан ещё в 1880 году. По некоторым архивным записям, он был прикреплён к 15-й бригаде 29-го общевойскового корпуса Османской армии. Первым командиром полка являлся полковник Mehmet Rıza Bey.

### Триполи и Балканские войны
В 1911 году полк участвовал в битве за Триполи (см. Итало-турецкая война); в октябре 1912 года — после того, как война закончилась и мирный договор был заключён — 57-й пехотный полк был отправлен в город Акко, где стал частью восьмого османского корпуса. Когда началась Балканская война 35 офицеров, 2223 солдат и унтер-офицеров и 40 животных, приписанных к полку, участвовали в битве под Кумановом и в сражении под Битолой в 1912 году. Понеся тяжёлые потери, полк был возвращён в Стамбул.

### Галлиполи
Во время высадки в бухте Анзак — одной из десантных операций британской армии во время Дарданелльской кампании Первой мировой войны — Мустафа Кемаль Ататюрк отдал 57-му полку, принадлежащему к 19-й пехотной дивизии, которой он командовал, следующий приказ: «Я не приказываю вам атаковать, я приказываю вам умереть! В то время, пока мы умираем, другие войска и другие командиры могут занять наше место!». А позже он отметил, что 57-й полк был «знаменитым полком, поскольку что он был полностью уничтожен».
Когда Австралийский и новозеландский армейский корпус впервые высадился на турецкое побережье, он столкнулся лишь с небольшими отрядами османских войск, которые — сделав всё, что могли, против многократно превосходящих сил противника — с боями отступили вглубь Малой Азии, использую гряды холмов для оборудования новых позиций. Главные силы, находившиеся в данном районе в распоряжении османского командования, были в резерве: они выжидали, чтобы определить точное направление высадки войск Британской империи на полуострове.
К 6 часам 30 минутам по местному времени командир 19-й дивизии Оттоманской армии полковник Мустафа Кемаль уже располагал сведениями, что силы противника достигли высот в районе Ари-Бурну. В тот момент войска самого Ататюрка находились в районе Бигалы — маленькой деревушки, расположенной к востоку за основным театром военных действий; он приказал всему своему подразделению подготовиться к переходу на побережье. Сам он отправился к месту британской высадки во главе 57-го пехотного полка.
Около 9 часов 30 минут Мустафа Кемаль уже стоял во главе группы офицеров в Чунук-Баире и мог непосредственно наблюдать, как британские военные корабли перевозили войска империи на турецкое побережье в районе бухты Анзак.

### Последующее участие в Первой мировой войне
В 1916 году 57-й пехотный полк вместе с австро-венгерскими войсками на Восточном фронте сражался с российскими войсками после Брусиловского прорыва. Затем он участвовал в Синайско-Палестинской кампании и в сентябре 1918 года в связи с большими потерями был расформирован.

## Награды
30 ноября 1915 года султан Мехмед V Решад наградил полк медалью Имтияз («За отличие», тур. İmtiyaz Madalyası) и Военной медалью.

## Флаг
После войны в Турции возникла и укрепилась «городская легенда», которая утверждала, что флаг 57-го полка был захвачен австралийскими силами, когда те обнаружили, что он висит на ветке дерева — над мёртвым телом последнего солдата полка. Кроме того, согласно легенде, флаг был выставлен на всеобщее обозрение в Мельбурнском музее; и австралийский музей и Храм памяти в Мельбурне ежегодно получает множество звонков от турецкой общины с вопросами о флаге, но уверяют как просто интересующихся, так и исследователей, что в их распоряжении никогда не было полкового флага.